# Вейган, Максим
Макси́м Вейга́н (фр. Maxime Weygand; 21 января 1867, Брюссель — 28 января 1965, Париж) — французский военный деятель, генерал армии. 
В 1940 году верховный главнокомандующий французской армией (генералиссимус).

## Молодость
Родился в Брюсселе, французское гражданство принял уже после учёбы в военной академии Сен-Сир. Первоначальной его фамилией была де Нималь. Его воспитателем был марсельский еврей Коэн де Леон. Француз Франсуа-Жозеф Вейган, служивший у Коэна де Леона, признал Максима своим внебрачным сыном, и таким образом, он получил фамилию Вейган и французское гражданство. Ходили слухи, что он на самом деле внебрачный сын принцессы Шарлотты Бельгийской, императрицы Мексики, или даже её брата короля Бельгии Леопольда II.
Поступив в Сен-Сир, Вейган стремился разорвать все связи с еврейской семьёй, в которой вырос, и с того времени был известен как антисемит. Во время дела Дрейфуса занял антидрейфусарскую позицию и поддерживал семью полковника Анри.
В трёхтомных мемуарах Вейгана рассказ о его молодости занимает только четыре страницы. О своём происхождении он ничего не говорит.
Служил в 4-м драгунском полку.

## Первая мировая война
Во время Первой мировой войны служил в штабе маршала Фердинанда Фоша; бригадный генерал с 1916 года, с 1917 года в Высшем военном совете, генерал-майор 1918 год. Во время подписания Компьенского перемирия зачитывал немцам его условия.

## Между войнами
В 1920 году возглавил франко-британскую миссию во время советско-польской войны. Награждён орденом Virtuti Militari и орденом Почётного легиона.
В 1931—1935 годах начальник Генерального штаба французской армии и заместитель председателя Высшего военного совета. Единогласно избран членом Французской академии (1931) на место Жозефа Жоффра. Вышел в отставку в 1935 году.

## Начало Второй мировой войны
В начале Второй мировой войны 72-летний генерал вновь призван на службу и был назначен командующим на восточном театре военных действий в Сирии (1939) Эдуаром Даладье; там в его распоряжении было всего 3 дивизии. 19 мая 1940 года после отставки Мориса Гамелена назначен верховным командующим французской армией, однако проявил нерешительность, отменив приказ Гамелена о контрнаступлении, но затем возобновив его. Последовавшее окружение британской армии в Дюнкерке и её эвакуация, а затем наступление немцев на Париж сделало ситуацию крайне тяжёлой. Впоследствии утверждал, что якобы был призван во Францию слишком поздно, и что на две недели раньше остановить немцев ещё бы удалось.
Начиная с конца мая вместе с маршалом Петеном выступал за перемирие с Германией и против плана Рейно и Манделя о сдаче Парижа и борьбе в Бретани, на юге и в колониях как «позорного для армии». 11 июня 1940 года участвовал во встрече в городе Бриар (Briare) в 140 км к югу от Парижа (туда перебрался из Парижа штаб французской армии) с Черчиллем и Иденом; на встрече присутствовал и недавно назначенный в правительство генерал де Голль. Де Голль и Черчилль отмечают «англофобию» и «пораженчество» Вейгана, сам же Вейган не верил в возможность выигрыша войны ценой практически полной эвакуации большей части страны и с опорой на британские силы.

## Режим Виши
Во время режима Виши Вейган занимал должность министра национальной обороны (с 17 июня по 5 сентября 1940 года). Вейган созвал военный трибунал, заочно приговоривший оставшегося в Лондоне де Голля к смертной казни (2 августа 1940 года).
В сентябре 1940 года назначен генеральным представителем маршала Петена в Северной Африке. Здесь он сотрудничал с немцами (предоставив в 1941 году оружие Африканскому корпусу Роммеля), отправил в концлагеря политических оппонентов режима и добровольцев Иностранного легиона, проводил в жизнь антисемитские законы (иногда более жёсткие, чем в метрополии; например, еврейские дети были исключены из школ). При этом он вёл двойную игру, преимущественно через посредство ещё нейтральных в то время США, пытаясь добиться всемирного перемирия «без победителей и побеждённых». Сорвал план по передаче Германии французских военно-морских баз в Бизерте и Дакаре. В ноябре 1941 года по требованию Гитлера отправлен в отставку.

## Дальнейшая судьба
Интернирован немцами в 1942 году во время Мароккано-алжирской операции и сидел в Дахау вместе с Рейно, Даладье и Гамеленом. После войны провёл в заключении 2 года в военном госпитале Валь-де-Грас (5-й округ Парижа), амнистирован и потом в 1948 году оправдан Верховным судом за отсутствием состава преступления. Не лишался членства во Французской академии.
После войны Вейган написал мемуары в 3 частях, «Историю французской армии», биографию Фоша, полемический комментарий к мемуарам де Голля. Боролся за реабилитацию памяти Петена. К моменту смерти в 1965 году 98-летний Вейган был старейшиной (doyen) Академии. В это время президентом был де Голль, который запретил проводить заупокойную церемонию в доме Инвалидов.